# Сфагнум великий
Сфагнум великий (Sphagnum majus) — вид мохів порядку торфовикальних (Sphagnales).

## Поширення
Батьківщиною є Європа, Північна Америка, Азія.
Цей вид є гідрофільним, тому росте у воді та під водою в басейнах і западинах, або утворює килими у дуже вологих частинах відкритих боліт від оліготрофних до слабомезотрофних. Зустрічається в дренажних шляхах, на берегах зарослих озер і в горбистій тундрі. Росте на висотах 0–2300 метрів.

## Характеристика
Це великий (10–30 см) мох. Зазвичай він росте принаймні частково зануреним. Його крона має зіркоподібну форму, якщо дивитися зверху. Він має дві зовнішні та одну або дві нижні гілки. Стеблові листки у нього трикутні.